# Guer
|  | Per a la tenda dels mongols, vegeu iurta. |

Guer (en bretó Gwern-Porc'hoed) és un municipi francès situat al departament d'Ar Mor-Bihan i a la regió de Bretanya. L'any 2006 tenia 6.369 habitants. En el seu territori hi ha el bosc de Paimpont, on segons la llegenda hi havia el bosc artúric de Brocéliande.
Localitzat a 43 km de Rennes, Guer acull el camp de Coëtquidan, on se situen tres institucions d'ensenyament superior de l'exèrcit francès:
- L'École spéciale militaire de Saint-Cyr, acadèmia d'elit que forma els oficials de l'exèrcit de terra.
- L'École militaire interarmes, que forma els suboficials de l'exèrcit de terra.
- L'École militaire du corps technique et administratif.

## Demografia
| 1962                                       | 1968  | 1975  | 1982  | 1990  | 1999  |
| ------------------------------------------ | ----- | ----- | ----- | ----- | ----- |
| 5.458                                      | 5.757 | 5.922 | 5.657 | 5.794 | 5.560 |
| Des de 1962: població sense dobles comptes |       |       |       |       |       |

## Administració
| Període   | Identitat       | Partit |
| --------- | --------------- | ------ |
| 1979-2001 | Gurval Colleaux |        |
| 2001-     | Jean-Luc Bléher | UMP    |

## Personatges il·lustres
- Dan Ar Wern, escriptor bretó.